# Закарпатские говоры
Закарпа́тские го́воры (также среднезакарпатские говоры, подкарпатские говоры, южнокарпатские говоры, долинянские говоры; укр. закарпатський говір, середньозакарпатський говір, підкарпатський говір, південнокарпатський говір) — говоры юго-западного наречия украинского языка, распространённые на западе Украины в Закарпатской области, а также в приграничных с украинским Закарпатьем районах Словакии и Румынии. Вместе с бойковскими и лемковскими говорами образуют архаичную карпатскую группу говоров. Значительная часть носителей закарпатских говоров относится к субэтнической группе долинян.
В пределах закарпатского диалектного ареала выделяют несколько более мелких ареалов — восточный, центральный, западный и северный, или верховинский.
На основе закарпатских говоров развивается региональный литературный карпаторусинский язык.
Закарпатские говоры характеризуются сохранением в их языковой системе целого ряда древнерусских фонетических, грамматических и лексических черт.

## Классификация
В закарпатском диалектном ареале отмечается сравнительно большая диалектная дробность.
В составе закарпатского ареала выделяют четыре группы говоров, в которых в свою очередь отмечаются более мелкие ареалы. Основные различительные признаки, по которым выделяют группы говоров — рефлексы гласных о, е в новом закрытом слоге:
- восточнозакарпатские говоры — тересвянско-реченские, или восточномармарошские: о > у, е > і, ‘у — кун’, ôс’ін’, прин’ýс (приніс «принёс»);
- центральнозакарпатские говоры — надборжавско-латорицкие, бережские, боржавские: о > ÿ, е > і, у — кÿн’, ôс’ін’, прин’ýс;
- западнозакарпатские говоры — ужско-лаборецкие, ужские и восточноземплинские: о > у, е > і, ‘у — кун’, ôсін’, прин’ýс;
- севернозакарпатские, или верховинские (территория отмечена тёмно-зелёным на карте): о, е > і — кін’, л’ід, прин’іс.

## Область распространения
Область распространения закарпатских говоров размещена на западе Украины — в приграничных районах со Словакией, Венгрией, Румынией и отчасти с Польшей.
Согласно современному административному делению Украины, ареал закарпатских говоров охватывает территорию Закарпатской области, исключая её крайне восточные районы, в которых распространена часть гуцульских говоров. Основной массив закарпатских говоров — долины южных Карпат и правого берега Тисы в Закарпатской области на запад от реки Шопурки и нижнего течения реки Кисвы (Раховский район) до границы со Словакией и далее — районы Восточнословацкого края до реки Цироки (нередко чересполосно с говорами словацкого языка). Отдельные закарпатские говоры распространены в ряде районов Львовской и Ивано-Франковской областей на границе с Закарпатской областью. Часть закарпатских говоров размещена в рассеянном распространении в ряде сёл Румынии — в долинах рек Вышавы и Русковы, в том числе и чересполосно с говорами румынского языка.
Ареал закарпатских говоров на востоке граничит с ареалом гуцульских говоров галицко-буковинской группы юго-западного наречия украинского языка, на юге — с ареалом говоров румынского языка, на юго-западе — с ареалом говоров венгерского языка. С запада к области распространения закарпатских говоров примыкает ареал словацкого языка и ареал южнолемковских говоров карпатской группы юго-западного наречия. На севере и северо-востоке ареал закарпатских говоров соседствует с ареалом бойковских говоров карпатской группы юго-западного наречия.

## Особенности говоров

### Фонетика
Основные фонетические черты закарпатских говоров:
1. Сближение гласной /е/ с /и/ перед слогом с /i/, /ÿ͜ï/, /и/ и мягкими согласными: п[и́]рш′i (укр. литер. перш′i «первые»), от[и́]ц′ (укр. литер. отець «отец»), д[и́]с′ат′ (укр. литер. десять «десять»).
2. Наличие фонемы заднего ряда /ы/ на месте древнерусской /y/ (с[ы]н — укр. литер. син «сын») и древнерусского /ъ/ после /р/, /л/ (др[ы]вá — укр. литер. дрова «дрова»), а также после заднеязычных г, к, х: г[ы́]нуты (укр. литер. гинути «гибнуть»), ломáґ[ы] (укр. литер. ломаки «дубины»), к[ы́]снути (укр. литер. киснути «киснуть»), х[ы́]трий (укр. литер. хитрий «хитрый»).
3. Наличие на месте этимологической гласной і фонемы и передне-среднего ряда: ми́лый.
4. Гласная і на месте древней [ҍ]: д’íло, т’ін’. В некоторых говорах в позиции перед у фонема і < [ҍ] переходит в ÿ (лабиализованный і): д’ÿўка, хл’ÿў.
5. Наличие на месте этимологической гласной е фонемы і в новом закрытом слоге: óс’ін’, піч, но в некоторых позициях выступают гласные ‘у, ‘ÿ: мн’ут (укр. литер. мед «мёд»), т’ýтка, прин’ýс, привйу́х (укр. литер. «привів»); мн’ÿт, т’ÿтка, прин’ÿс, привÿх.
6. Рефлексы о в новых закрытых слогах: гласная у в восточных и западных говорах — вус (укр. литер. віз), ÿ — в центральных говорах — вÿс. В крайне северных говорах, переходных к бойковским, гласная о в новых закрытых слогах перешла в і — віс.
7. Сохранение гласной а после мягких и шипящих согласных: т’агнýти, йа́вур / йáвÿр, час.
8. Открытый характер фонемы о перед слогами с гласными о, а, е: óко, коро́ва; перед гласными і, ÿ, у и мягкими согласными выступает её позиционный вариант — закрытый [ô]: ÿ óц’і, óгÿрок, кôжýх.
9. Сохранение в большинстве слов гласной и в начале слова: игла́.
10. Наличие согласной г на месте звука [д] в праславянских сочетаниях тл, дл > гл > ґ в глагольных формах прошедшего времени: пл’уг, пл’ÿг (укр. литер. плів «плыл»), мйуг (укр. литер. мів «мёл»), привйу́г, привÿг (укр. литер. привів «привёл»), збÿг (из *sъbodъ; укр. литер. поколов рогами, пободав).
11. Сохранение мягкости согласных р и ц во всех позициях: р’абьíй, типи́р’ (укр. литер. тепер); в части говоров, в том числе и центральных, ц, р, з и с диспалатализовались перед гласной і < ҍ, є: цільі́й, рі́па, сі́м, на нôзí.
12. Сохранение мягкости ч в большей части центральных и западных говоров: ч’ýти.
13. Согласная л имеет препалатальный характер — так называемая европейская л — перед любыми гласными: л∙ипа.
14. Отсутствие протетических согласных в большинстве говоров: ýлиц’а, ôрíх.

### Морфология
К морфологическим чертам закарпатских говоров относятся:
1. Широкое распространение окончания двойственного числа -ма: зубо́ма (укр. литер. зубами «зубами»), з ни́ма (укр. литер. з ними «с ними»).
2. Нечёткое различение флексий после основ на твёрдую и мягкую согласную, а во многих говорах полное отсутствие такого различения: вôдôу — зимлôў, воло́ви — кôн’óви, колачови; воло́м — кôн’óм.
3. Наличие флексии -и у существительных в форме родительного падежа множественного числа: ко́ни, л’уди́.
4. Наличие у существительных женского рода І склонения в мягкой и смешанной группах древней флексии -и в форме дательного (земли) и местного (на земли) падежей. У существительных мужского рода І склонения в большом числе говоров отмечаются также параллельные флексии II склонения или только флексии II склонения: в дательном (стáрôс’ц’і, стôростови, Вôлôд’ови), в творительном (стáрôстоў, ста́ростом) и в местном (на ста́ростови, Вôлôд’ови) падежах единственного числа; в дательном (стáрôстÿм), иногда — в именительном (старосто́ве) и в местном (на стáрôс’т’іх) падежах множественного числа.
5. Наличие у существительных II склонения в дательном падеже единственного числа флексии -ови (-’ови, -еви) — чôлôвíкови, иногда -у (-’у) — чôлôвíку. В дательном падеже сохраняется континуант древней флексии -омь > -ум, -ÿм, -ім: вôлум, вôлÿм, вôл’ім.
6. Наличие древней флексии -ы у существительных в форме творительного падежа множественного числа твёрдой группы II и IV склонения (з во́льі́, пуд воро́ты), в местном — флексия -ix < -ҍхъ (на вôл’іх, на вôрôт’іх, на тил’áт’іх).
7. В мягкой группе II склонения у некоторых существительных в форме дательного падежа множественного числа отмечаются флексии -ом (л’уд’ом, дви́р’ом), в форме местного падежа — флексии -ох (на кôн’ох, л’ýд’ох, грýд’ох).
8. Прилагательные среднего рода сохраняют нестяжённую форму -ойе (до́бройе), а в бассейне реки Уж — форму -ой (редукция е): до́брой.
9. Прилагательные сравнительной степени образуются при помощи окончания -’ый (-’ий) < -jь (ширьі́й, моло́жый < моло́джий). В части северных, большинстве центральных и в восточных говорах сравнительная степень образуется с помощью безударной частицы май (май вели́кый), а превосходная — с помощью ударной частицы (ма́йвеликый). В этих же говорах по степени качества различаются формы существительного и глагола: май жона́ (краща, працьовитіша, добріша і т. д. жінка «более хорошая, работящая, добрая и т. д. женщина»), май рôбл’у (працюю більше «больше работаю»).
10. Распространение таких форм числительных, как йеде́н, дві (женский и средний род), структуры диўйаддс’ат (укр. литер. дев’яносто «девяносто»), дві́ста, дві́сто, два́сто, лично-мужские формы двайє́, трийе́, чотыре́ (центральные и восточные говоры), дво́ме, тр’óме, чотыр’óме и т. п. (западные говоры).
11. Распространение дробных числительных типа пу(ў) четверта / пÿ(ў) четверта (укр. литер. три з половиною «три споловиной»).
12. Местоимения характеризуются наличием энклитик: в родительном падеже — с’а (укр. литер. себе «себе»), в винительном падеже — н’а < мн’а (укр. литер. мене «меня»), т’а (укр. литер. тебе «тебя»), го (укр. литер. його «его»), йі (укр. литер. її «её»), на ню (укр. литер. на неї «на неё») и в дательном падеже ми (укр. литер. мені «мне»), ти (укр. литер. тобі «тебе»), му (укр. литер. йому «ему»).
13. Распространение вопросительных местоимений тко, ко (укр. литер. хто «кто»), што (укр. литер. що «что»).
14. Сохранение исконных форм инфинитива на -ти (говори́ти) и -чи (печи́).
15. Чередования согласных д и ж в восточных и центральных говорах (хôжу) и д и дж в западных и северных говорах (си́джу).
16. Переход й > в в формах 1-го лица единственного числа и 3-го лица множественного числа настоящего времени с основой на -а- (зна́ву, ду́мавут’) в центральных и западных говорах.
17. Стяжённые формы (-айе- > -ае- > -а-) глаголов 2-го лица (ду́маш) и 3-го лица (думат’, думат).
18. В 3-м лице единственного и множественного числа настоящего времени и во 2-м лице повелительного наклонения отмечаются окончания -т в восточных, северных и центральных говорах (хо́дит, хôд’ат, ход’íт) и окончание -т’ в остальных закарпатских говорах.

### Синтаксис
В числе синтаксических особенностей закарпатских говоров выделяют выражение принадлежности с помощью личных местоимений в форме дательного падежа: о́тиц’ ми (укр. литер. мій батько «мой отец»), ма́ти ти (укр. литер. твоя мати «твоя мать»), д’íдик нам, сус’íдÿў нам (укр. литер. нашого сусіда «нашего соседа»), ма́тери сôбі (укр. литер. твоїй матері «твоей матери»), и в форме винительного падежа с инфинитивом: чуў го с’мійáтис’а (укр. литер. чув, як він сміявся «слышал, как он смеялся»), распространение конструкций с предлогом на вместо по: иду на вôду, на гри́бы.

### Лексика
Среди лексических особенностей закарпатских говоров отмечается наличие большого числа архаизмов и заимствований из языков, чьи ареалы соседствуют с областью распространения закарпатских говоров. Как и в остальных говоров карпатской группы, в закарпатских говорах отмечаются лексические элементы, имеющие параллели в южнославянских языках балканского языкового союза.